# Luci Estatili
Luci Estatili (en llatí: Lucius Statilius) va ser un cavaller romà del segle i aC. Formava part de la gens Estatília, una gens que provenia de la Lucània. És esmentat per Sal·lusti, Ciceró i Apià.
Va ser un dels participants de la conspiració de Catilina, desenvolupada principalment l'any 63 aC, durant el consolat de Ciceró. Quan es va descobrir la conspiració, Estatili va ser condemnat a mort, junt amb Publi Corneli Lèntul Sura i altres, al Tul·lià.